# سورلي ماكلين
سورلي ماكلين (26 أوكتوبر 1911- 24 نوفمبر 1996) كان شاعرًا إسكتلنديًا غيليًا وصفته المكتبة الشعرية الإسكتلندية بأنه «أحد كبار الشعراء الإسكتلنديين في العصر الحديث» بسبب «براعته في وسطه الذي اختاره وانخراطه بالتقليد الشعري الأوروبي والسياسة الأوروبية». عزا الحائز على جائزة نوبل شيموس هيني الفضل إلى ما كلين في إنقاذ الشعر الغيلي الإسكتلندي.
تربى في عائلة مشيخية صارمة على جزيرة راساي، وانغمس في الحضارة والثقافة الغيليتين منذ ولادته، لكنه هجر الدين لصالح الاشتراكية. في أواخر ثلاثينيات القرن التاسع عشر، صادق العديد من شخصيات عصر النهضة الإسكتلندي، مثل هيو ماكديارميد ودوغلاس يونغ. جُرح ثلاث مرات أثناء خدمته في فيلق الإشارة الملكي في خلال حملة شمال إفريقيا. لم ينشر ماكلين إلا القليل بعد الحرب، بسبب نزعته الكماليّة. في 1956، صار مديرًا لمدرسة بلوكتون الثانوية، حيث ناصر استخدام اللغة الغيلية في التعليم الرسمي.
في شعره، وضع ماكلين العناصر الغيلية التقليدية جنبًا إلى جنب مع عناصر التيار الأوروبي، وكثيرًا ما قارن بين إخلاءات المرتفعات والأحداث المعاصرة، ولا سيما الحرب الأهلية الإسبانية. كان عمله دمجًا فريدًا بين العناصر التقليدية والحديثة وقد أُعزي إليه الفضل في إعادة التقاليد الغيلية إلى مكانها الصحيح وإعادة تنشيط وتحديث اللغة الغيلية. على الرغم من نشر أعماله الأكثر تأثيرًا، دين دو إيمهير و أن كويلثيون، في 1943، لم يصبح ماكلين معروفًا حتى السبعينيات، عندما نُشرت أعماله بالترجمة الإنجليزية. حصلت قصيدته اللاحقة، هاليغ، التي نُشرت في 1954، على «قاعدة كبيرة من المعجبين» خارج الدوائر الناطقة بالغيلية بسبب تمثيلها الخارق للطبيعة لقرية غير مسكونة في خلال إخلاءات المرتفعات ومثلت كل الشعر الإسكتلندي الغيلي في مخيلة الناطقين بالإنجليزية.

## سيرته

### نشأته
وُلد سورلي ماكلين في أوزغيغ براساي في 26 أوكتوبر 1911، وكانت الغيلية الإسكتلندية لغته الأم. قبل أن يدخل المدرسة في سن السادسة، لم يكن يتكلم إلا قليلًا من الإنجليزية. كان ثاني خمسة أبناء لمالكولم (1880- 1951) وكريستينا ماكلين (1886- 1974). امتلكت العائلة مزرعة صغيرة وكانت تشتغل بالخياطة، لكنهم تخلوا عن المزرعة لاحقًا وانتقلوا إلى منزل أفضل، وهو خيار أثبت سوءه ماديًا عندما تسبب الكساد الكبير بخسائر فادحة في مهنة الخياطة. كان أخوته جون (1910- 1970)، وهو مدرس صار لاحقًا خوريًا لثانوية أوبان، وكان أيضًا عازف مزمار؛ وكالوم (1915- 1960) وهو فولكلوري وإثنوغرافي مرموق؛ وألاسدير (1918- 1999) ونورمان (1917- 1980)، الذي صار طبيبًا عامًا. كانت أختا سورلي الصغيرتان إيزوبيل وميري مدرستان. كان نسبه سومهيرل بن كالويم بن لاين بن ثارميد بن لاين بن ثارميد، ولم يستطع تتبعه على وجه اليقين حتى الجيل الثامن.
في المنزل، كان غارقًا في الثقافة الغيلية والتراث الشفهي، ولا سيما الأغاني القديمة. كانت أمه، وهي من عشيرة نيكلسون، قد تربت قرب بورتري، ورغم أن أصول عائلتها ترجع إلى لوكالش، كانت مشتركة في نشاط رابطة الأراضي المرتفعة لحقوق المستأجرين. نشأ أبوه في راساي، لكن أصل عائلته يرجع إلى يويست الشمالية وربما إلى جزيرة مول قبل ذلك. خضع كلا طرفا العائلة للإخلاء في خلال إخلاءات المرتفعات، التي كان ثمة الكثير في المجتمع ممن يتذكرونها بوضوح. تضمنت كلتا عائلتي الأم والأب أفرادًا اعتُبروا متفوقين في مجتمعاتهم، سواء أكان بالتعليم الرسمي أو المعرفة الواسعة بالتراث الشفهي.
كان لما تعلمه ماكلين من تاريخ الغيليين، ولا سيما الإخلاءات، أثر كبير على نظرته للعالم وسياسته. كان في عائلة أمه ثلاثة مغنين بارزين وعازفي مزمار وشاعر قرية. قال إن ’أكثر أقاربي ثقافة كان مشككًا واشتراكيًا (عمي ألكس نيكلسون في جوردانهيل)‘. كان نيكلسون منخرطًا في آي إل بّي وسُجن باعتباره معارضًا واعيًا في الحرب العالمية الأولى ومؤرخًا وباحثًا غيليًا بارزًا. وتجدر الإشارة بصورة خاصة إلى جدة ماكلين، ماري ماثيسون، التي طُردت عائلتها من لوكالش في القرن الثامن عشر. حتى وفاتها في 1923، عاشت مع عائلتها وعلمت ماكلين الكثير من الأغاني الشعبية من كينتايل ولوكالش، بالإضافة إلى سكاي. في طفولته، استمتع ماكلين برحلات صيد السمك مع عمته بيغي، التي علمته أغنيات أخرى. على عكس بقية أفراد عائلته، لم يُجِد ماكلين الغناء، وهي حقيقة متصلة بحافزه لكتابة الشعر.

### الكالفنيّة
نشأ ماكلين في كنيسة إسكتلندا المشيخية الحرة، والتي وصفها بأنها «أشد الكالفنيّة الأصولية صرامة». من تعاليم الكالفنيّة أن الرب سيخلص نسبة صغيرة من البشرية، النخبة، بينما الأغلبية الساحقة محكوم عليها بالهلاك بسبب الخطيئة المتأصلة في الطبيعة البشرية. لم يحضر إلا 5% من الطائفة القربان المقدس، وبالتالي اعتُبر البقية مجرد «أتباع» وربما مُقدر لهم العذاب الأبدي في الجحيم. اعتقد المشيخيون الأحرار أن الكنيسة الحرة كانت متساهلة للغاية، ناهيك عن كنيسة إسكتلندا. منعوا أي شكل من أشكال التسلية في السبت المقدس، لكن كان لديهم تقليد رائع لغناء المزمور المنفرد.
قال ماكلين لاحقًا أنه هجر الدين لأجل الاشتراكية في عمر الثانية عشرة، وذلك لرفضه قبول أن أغلبيةً من البشر ستُرسل إلى اللعنة الأبدية. كتب في 1941 قائلًا: «ربما هوسي بقضية التعساء والفاشلين والمظلومين ناشئ من ذلك». كان لتشاؤمية التقاليد الكالفنية أثر كبير على نظرته للعالم، وظل متمسكًا «بالازدراء المتشدد للثروات والسلطات الدنيوية فقط». لاحقًا في حياته، صار رأيه بالكنيسة والدين معقدًا. ورغم أنه انتقد قمع الكنيسة المشيخية للأغنية الغيلية، والموسيقى التراثية الإسكتلندية، والتقاليد الشفهية، بالإضافة إلى الأثر السلبي للتعاليم الكنسية على بعض المجموعات الاجتماعية، ولا سيما النساء، كتب البروفيسوردونالد ميك أن ماكلين بدا في بعض الأوقات يعبر عن أفكار لاهوت التحرير. ناقش جون ماكينيس بأن هذه الخلفية المشيخية الإنجيلية كانت مؤثرًا مهمًا على اختياره للغيلية وسطًا لشعره وأسلوبًا لتعبيره. دافع ماكلين عن الكنيسة المشيخية الحرة أمام خصومها الذين لم يعرفوها حق المعرفة، ووصف مرة شيوخ الكنيسة المشيخية بأنهم «قُدسيون، رجال قدسيون وحسب». كان يعدّل شعره في بعض الأوقات ليتحاشى إهانة أفرد عائلته المتدينين. كان معجبًا أيضًا بالتطور اللغوي والأدبي والإبداع في الخطب البروتستانتية باللغة الغيلية. كان للمفردات الرحيبة والسجل العالي والشغف في هذه الخطب أثرًا كبيرًا على أسلوبه الشعري.